# サラエヴォ県

サラエヴォ県
Kanton Sarajevo
Sarajevska županija

Сарајевски кантон

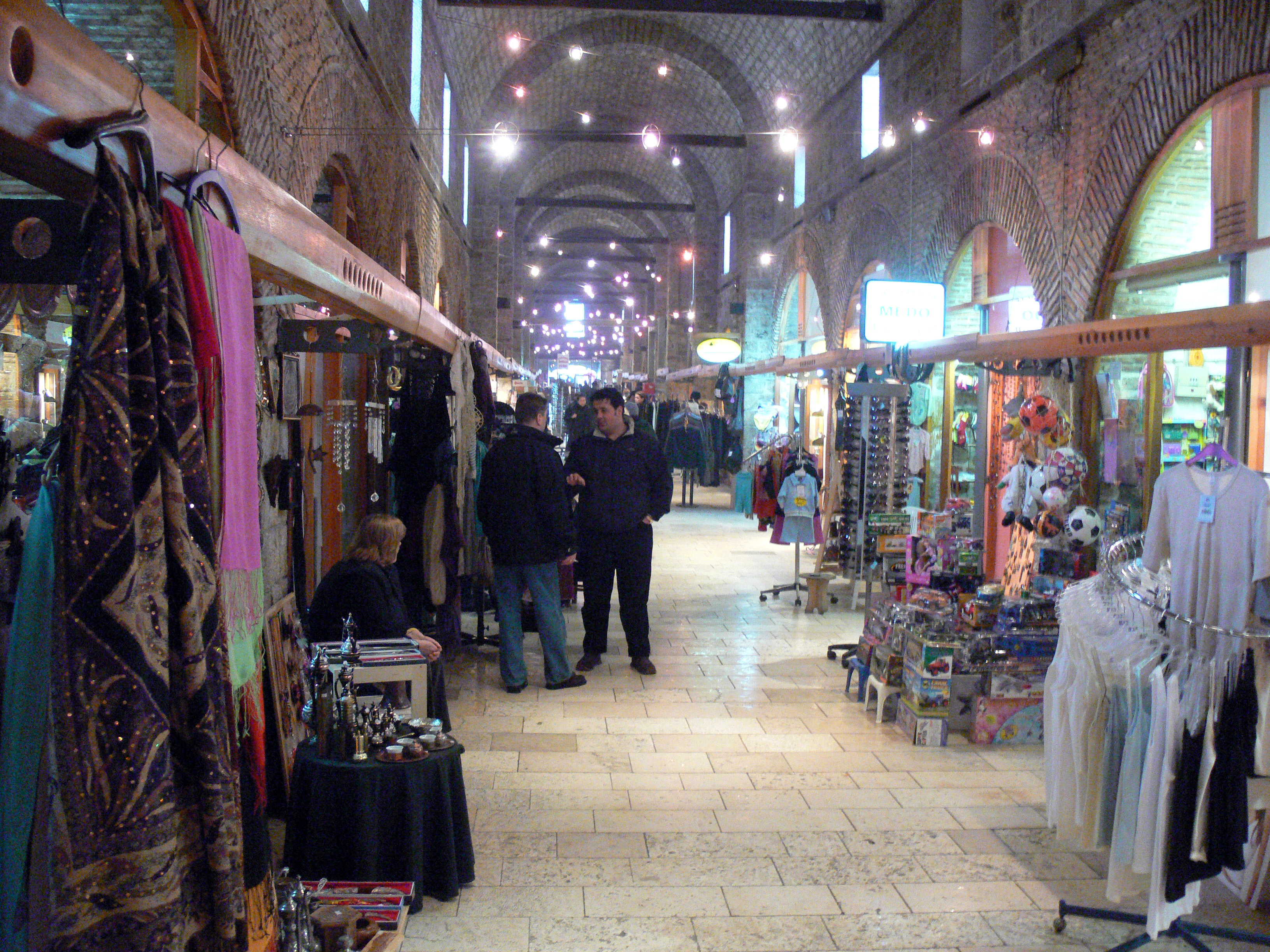
サラエヴォのバザール

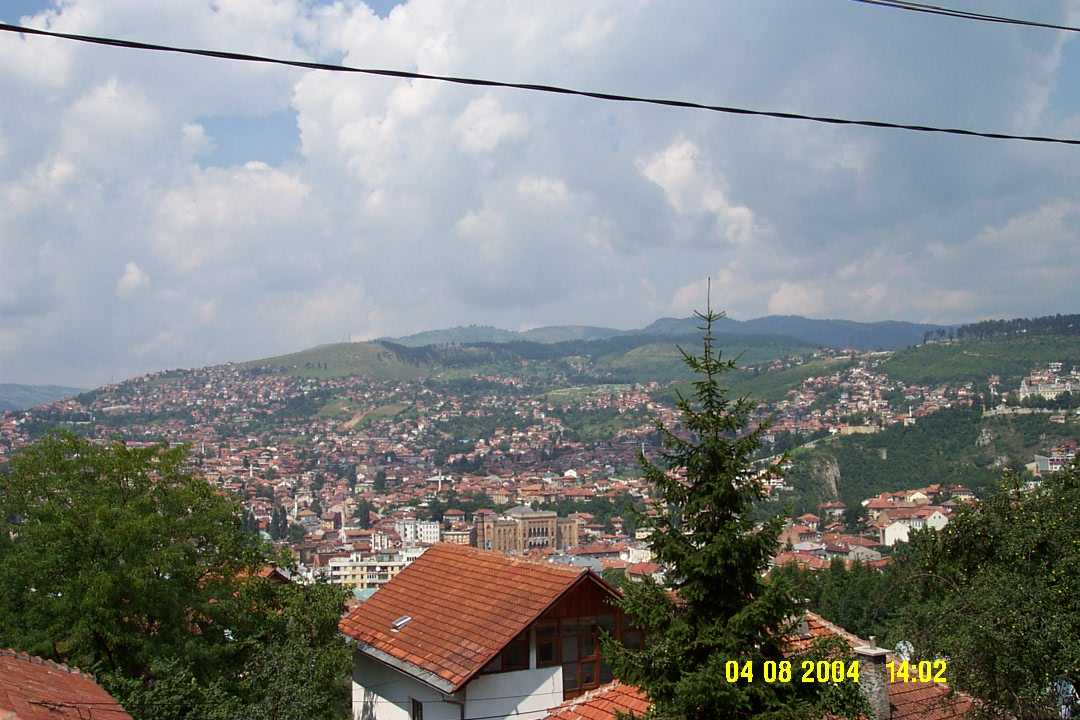
丘陵地帯に広がるサラエヴォの町

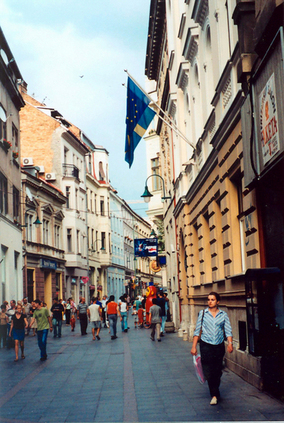
サラエヴォ、フェルハディヤ通り

サラエヴォ県（サラエヴォけん、ボスニア語:Kanton Sarajevo、クロアチア語:Sarajevska županija、セルビア語:Сарајевски кантон）、あるいはサラエヴォ・カントンはボスニア・ヘルツェゴビナの構成主体であるボスニア・ヘルツェゴビナ連邦の県。県都はサラエヴォ。
サラエヴォ県は基本的にはサラエヴォの市街地によって構成されており、ボスニア・ヘルツェゴビナ連邦に属している。しかし、サラエヴォの一部はボスニア・ヘルツェゴビナのもうひとつの構成体であるスルプスカ共和国に属している。サラエヴォ県はサラエヴォの人口の98%を包含しているが、面積ではその割合はより少なくなる。

## 歴史
この地域の歴史は新石器時代、ブトミル文化（Butmir）がその拠点をこの丘陵地帯に置いた時点までさかのぼることが出来る。古代、この地域はイリュリア人によって占められていた。地元の部族Daesitatesが地域のほとんどを支配下に置いていた。Daesitatesは戦闘的集団であり、ローマ帝国の支配に抵抗し続けた最後のイリュリア人の部族であった。しかし西暦紀元後9年にはローマ帝国の支配下となった。ローマ帝国支配下では、地域内でも、現在のサラエヴォのイリジャ（Ilidža）にあたる場所で多くの道路が建設された。中世において、サラエヴォ県にあたる地域はボスニア王国の重要拠点となった。ヴルフボスナ（Vrhbosna）はボスニア王国で最も重要な拠点のひとつであり、この地域のどこかに存在していた。
1461年から1463年にかけて、オスマン帝国の支配下に入り、地元のイスラム教徒の貴族イーサ＝ベグ・イサコヴィッチ（Isa-Beg Isaković）が現在のサラエヴォへとつながる都市をこの地に築いて以降、この地域は大きく開発が進められることになる。そして大きく成長し、まもなくバルカン半島においてイスタンブールに次いで重要な都市となった。後にこの地域を含むボスニア・ヘルツェゴビナはオーストリア＝ハンガリー帝国の支配下となり、地域の近代化、西欧化が進められた。社会主義体制のユーゴスラビアの支配下では、ユーゴスラビア政府によって地域は大きく開発が進められ、その大きさは以前の3倍以上に拡大した。しかしながら、1990年代のユーゴスラビア紛争によって大きく痛手をうけてしまった。
その後、1994年のボシュニャク人勢力とクロアチア人勢力の間で交わされたワシントン合意によって、サラエヴォ県の設置が決定され、1995年のデイトン合意によってその領域が定められた。

## 政府
他の全てのボスニア・ヘルツェゴビナ連邦の県と同様に、サラエヴォ県にも首班として知事がいる。2008年現在の知事はサミル・シライジッチ（Samir Silajdžić）である。知事は独自の内閣を持ち、共に県の行政を担う。県は同様に省、部局や機関を持ち、県の行政を行っている。
サラエヴォ県は9個の基礎自治体に分けられている。それらの全ては県内の大きな町を基本としたものであるが、サラエヴォは例外である。サラエヴォは巨大であるため、4つの独立の基礎自治体に区分されており、それぞれが異なる市役所を持っている。個々の「町」そのものには行政機能はない。いくつかの町村からなる基礎自治体が最小の行政単位であり、大きな町はたいてい、その町と同じ名前の基礎自治体の中心部となっている。例として、イリジャという町は、イリジャ基礎自治体の中心である。これらの基礎自治体の政府が実際にはその町の市役所として機能している。日本でいうと、基礎自治体は行政単位としての市町村、町や村はその中に含まれる区画となる。

## 地理
サラエヴォ県はボスニア・ヘルツェゴビナの典型的な地理的特徴を持っている。サラエヴォ県はボスニア・ヘルツェゴビナの中央に位置し、ブェラシュニツァ山（Bjelašnica）、イグマン山（Igman）、ヤホリナ山（Jahorina）、トレベヴィチ山（Trebević）、トレスカヴィツァ山（Treskavica）などの山々がある。県内の都市はそれぞれ山のふもとの丘陵地を占めるように建てられており、それらの間には平原が広がっている。そのなかでもっとも代表的なのがサラエヴォ平原であり、都市の大部分はその小さなくぼ地の上に建造されている。ミリャツカ川（Miljacka）が県内を流れている。県内に位置しているヴレロ・ボスネ（Vrelo Bosne）はボスナ川（Bosna）の源流の泉である。

## 経済
かつて地域は、ボスニア・ヘルツェゴビナ紛争時のサラエヴォ包囲によって大きく打撃を受け、経済状態は徐々に回復傾向にあるものの、いまだかつての水準までには至っていない。就業率は公式には45.5%となっているが、隠形経済（灰色経済）の就業率が20%から30%程度あるとされ、実際の失業率は20%程度であると見積もられている。
県の主な産業には観光業、食品産業、製造業がある。幾らかのボスニア・ヘルツェゴビナの主力企業がこの県を拠点としているほか、コカ・コーラなど多くの外国企業の拠点が置かれている。

## 人口
サラエヴォ県はサラエヴォとその衛星都市を包含している。サラエヴォはボスニア・ヘルツェゴビナで最大の都市であるため、サラエヴォ県はボスニア・ヘルツェゴビナ連邦の県としても最大規模の人口を持っている。2002年の政府の統計によると、サラエヴォ県の人口は70万1118人であった。
サラエヴォ県の人口密度はおよそ314人／平方キロメートルであった。県の人口のうち17.3%は14歳以下、69.4%は15歳から64歳、13.3%は65歳以上となっている。
民族別にみると、人口の79.6%はボシュニャク人であり、11.2%はセルビア人、6.7%はクロアチア人である。最も民族構成が単一なのはスタリ・グラードであり、人口の98%はボシュニャク人である。
サラエヴォ県に存在している9つの基礎自治体のうち、人口が最大なのはノヴィ・グラードであり、その人口は29万6588人である。一方、人口が最小なのはトルノヴォであり、その人口はわずかに839人である。

## 基礎自治体

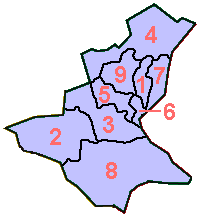
サラエヴォ県の基礎自治体

サラエヴォ県には9つの基礎自治体が存在している。
1. ツェンタル*
2. ハジチ
3. イリジャ
4. イリヤシュ
5. ノヴィ・グラード*
6. ノヴォ・サラエヴォ*
7. スタリ・グラード*
8. トルノヴォ
9. ヴォゴシュチャ

* 1、5、6、7の基礎自治体はサラエヴォの都市の一部と見なされている。